# Enschedé (geslacht)
Enschedé is een geslacht dat bekend is geworden door de in 1703 in Haarlem opgerichte drukkerij  Koninklijke Joh. Enschedé.

## Geschiedenis
De stamreeks begint met Jan Hendriksz. Enscheda die leerbereider was te Groningen en wiens kleinzoon Johannes Enscheda (1642-1706) zich als instrumentmaker te Haarlem vestigde. Een zoon van de laatste, Izaak Enschedé (1681-1761) werd boekdrukker, lettergieter en was in 1703 de grondlegger van de later door zijn zoon opgerichte Koninklijke Joh. Enschede. De firma werd bekend als drukker van de Oprechte Haarlemsche Courant (1737-1940) en van Nederlandse en buitenlandse bankbiljetten. De firma vierde in 2003 haar 300-jarig bestaan en tot ver in de 20e eeuw waren leden van de familie Enschedé betrokken bij de firma.
Daarnaast bracht het geslacht stadsbestuurders, enkele historici, bibliothecarissen en juristen voort.

## Enkele telgen
Izaak Enschedé (1681-1761), boekdrukker, lettergieter en in 1703 de grondlegger van de later door zijn zoon opgerichte firma Enschedé
- Johannes Enschedé (1708-1780), oprichter en lid firma Joh. Enschedé & Zonen, boekdrukkers, lettergieters en courantiers
  - Mr. Johannes Enschedé  (1750-1799), lid firma Joh. Enschedé & Zonen, lid Kleine Bank van Justitie en lid Provisionele Stadsregering en Municipailiteit van Haarlem
    - Mr. Johannes Enschedé (1785-1866), lid firma Joh. Enschedé & Zonen, rechter van Instructie en lid gemeenteraad van Haarlem, lid Tweede Kamer der Staten-Generaal
      - Mr. Johannes Enschedé (1811-1878), lid firma Joh. Enschedé & Zonen
        - Mr. Johannes Enschedé (1851-1911), lid firma Joh. Enschedé & Zonen, voorzitter Mij. van Nijverheid en voorzitter Kamer van Koophandel en Fabrieken van Haarlem
          - Mr. Johannes Enschedé (1879-1938), directeur Joh. Enschedé & Zn Grafische Inrichtingen N.V.
          - Boudewijn Franciscus Enschedé (1893-1978), president-directeur Joh. Enschedé & Zn Grafische Inrichtingen N.V.

        - Jan Willem Enschedé (1865-1926), adjunct-archivaris en bibliothecaris van Haarlem, musicoloog
          - Mr. Christiaan Justus Enschedé (1911-2000), rechter en rechtsgeleerde
            - Mr. Justus Johannes (Just) Enschedé (1947), uitgever

        - Mr. Charles Enschedé (1855-1919), lid firma Joh. Enschedé & Zonen

    - Mr. Christiaan Justus Enschedé (1788-1829), lid firma Joh. Enschedé & Zonen
      - Mr. Adriaan Justus Enschedé (1829-1896), lid firma Joh. Enschedé & Zonen, archivaris en bibliothecaris van Haarlem
        - Mr. Hendrik Jacob Dionysius Durselen Enschedé (1860-1940), directeur Joh. Enschedé & Zn Grafische Inrichtingen N.V.
        - Jacoba Catharina Enschedé (1862-1941); trouwde in 1901 met jhr. Otto van Suchtelen van de Haare (1867-1934), burgemeester

  - Jacobus Enschedé I (1753-1783), lid firma Joh. Enschedé & Zonen, commissaris Kleine Bank van Justitie te Haarlem
  - Abraham Enschedé (1760-1820), lid firma Joh. Enschedé & Zonen
    - Jacobus Enschedé (1787-1865), lid firma Joh. Enschedé & Zonen
      - Mr. Jan Justus Enschedé (1807-1887), lid firma Joh. Enschedé & Zonen, president arrondissementsrechtbank te Haarlem
        - Johanna Christina Enschedé (1838-1900); trouwde in 1859 met Willem Hoog (1831-1885), burgemeester
        - Cornelis Hendrik Enschedé (1843-1870), burgemeester
        - Sandrina Christina Enschedé (1847-1933); trouwde in 1876 met Hendrik Doyer (1830-1906), burgemeester

      - Prof. dr. Willem Adriaan Enschedé (1811-1899), hoogleraar Hogere Wis- en Natuurkunde en bibliothecaris Universiteit te Groningen
      - Wilhelmina Anna Maria Enschedé (1820-1905); trouwde in 1844 met mr. Johan Frederik Theodoor van Valkenburg, heer in Callantsoog (1817-1906), advocaat, lid gemeenteraad en wethouder van Haarlem, lid Gedeputeerde Staten van Noord-Holland, president Gerechtshof te Amsterdam, lid van de familie Van Valkenburg
      - Jacobus Christiaan Enschedé (1823-1907), burgemeester
      - Frederik Eduard Enschedé (1825-1874), koopman en reder te Amsterdam, zaakwaarnemer resp. eigenaar van twee Surinaamse plantages waar tot slaaf gemaakten werkten, St Barbara[1] en Dageraad en Dankbaarheid[2]
        - Dirk Enschedé (1860-1898), ritmeester
          - Mr. Adriaan Justus Enschedé (1889-1940), directeur Joh. Enschedé & Zn Grafische Inrichtingen N.V.
          - Ir. Frederik Eduard Dirk Enschedé (1891-1976), directeur-hoofdingenieur Provinciale Waterstaat
            - Ir. Dirk Johan Enschedé (1923-2015), procuratiehouder Joh. Enschedé & Zn Grafische Inrichtingen N.V.
            - Mr. Maurits Enschedé (1926-2019), procuratiehouder en directeur Joh. Enschedé & Zn Grafische Inrichtingen N.V.

      - Mr. Hendrik Enschedé (1830-1913), lid gemeenteraad en wethouder van Haarlem

Geslachten die opgenomen zijn in het sinds 1910 verschijnende genealogische naslagwerk Nederland's Patriciaat. Lijst volgens opgave van het CBG Centrum voor familiegeschiedenis.
A · B · C · D · E · F · G · H · I · J · K · L · M · N · O · P · Q · R · S · T · U · V · W · Y · Z